# Vuelo nupcial

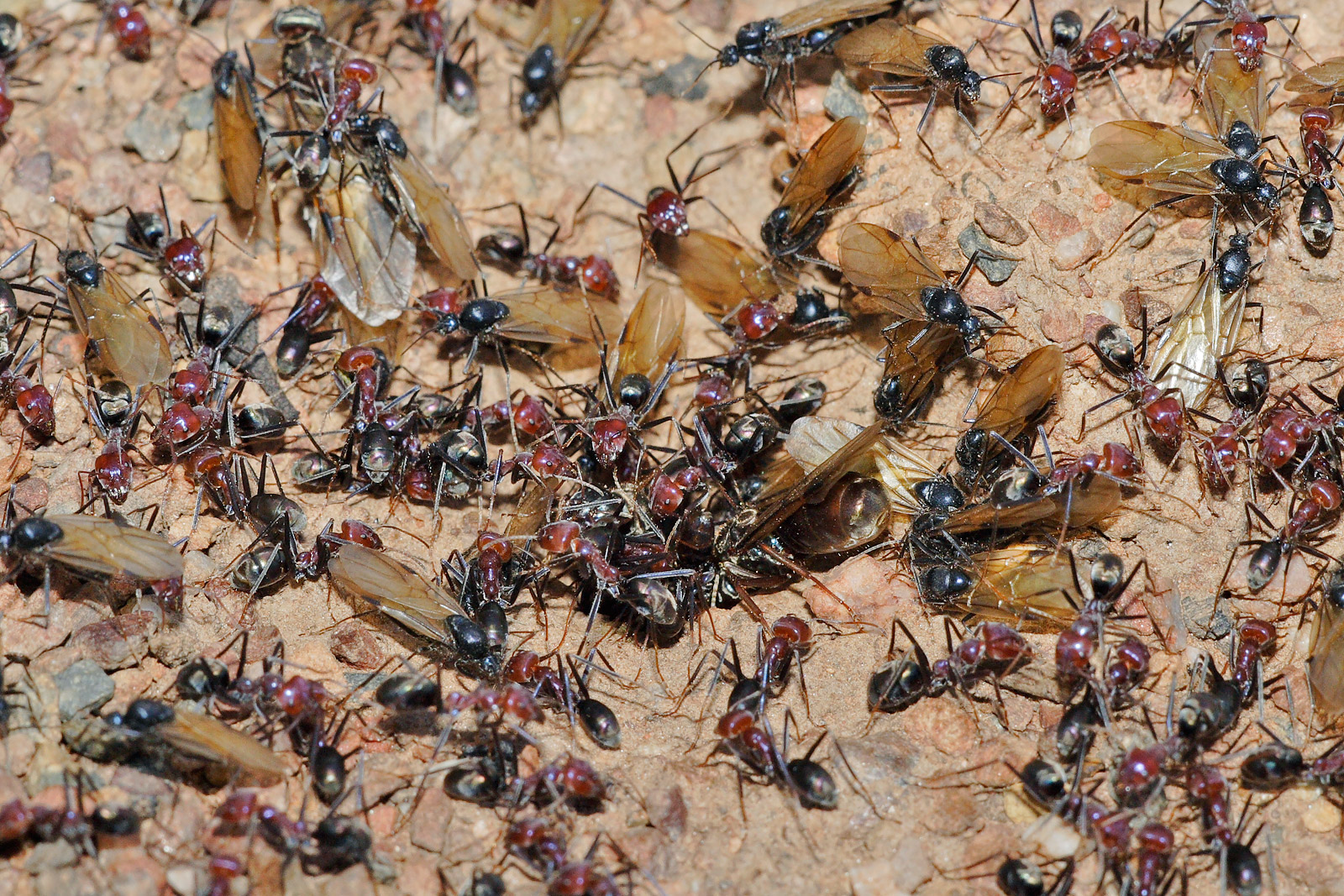
Iridomyrmex purpureus en preparación para el vuelo nupcial

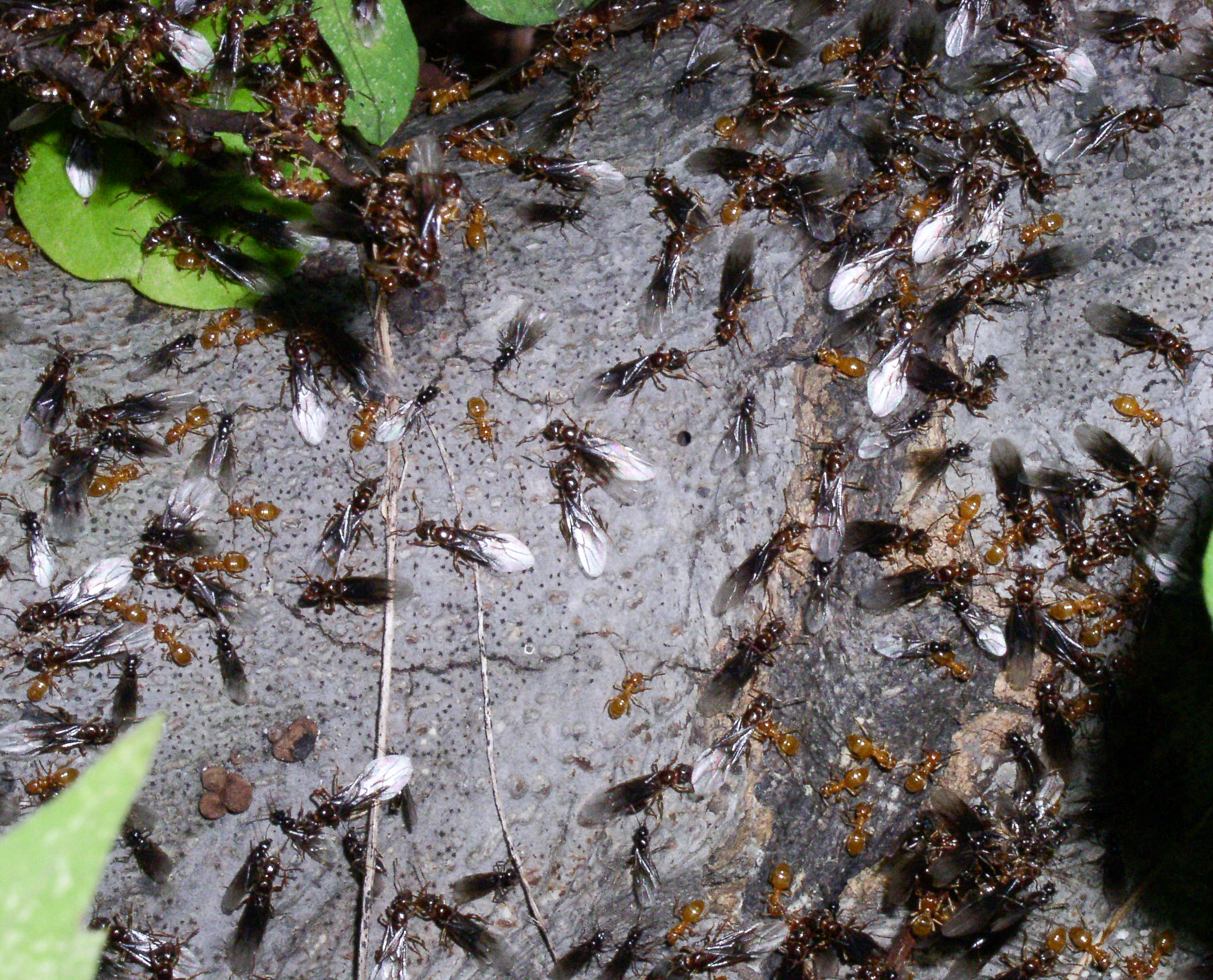
Lasius sp.

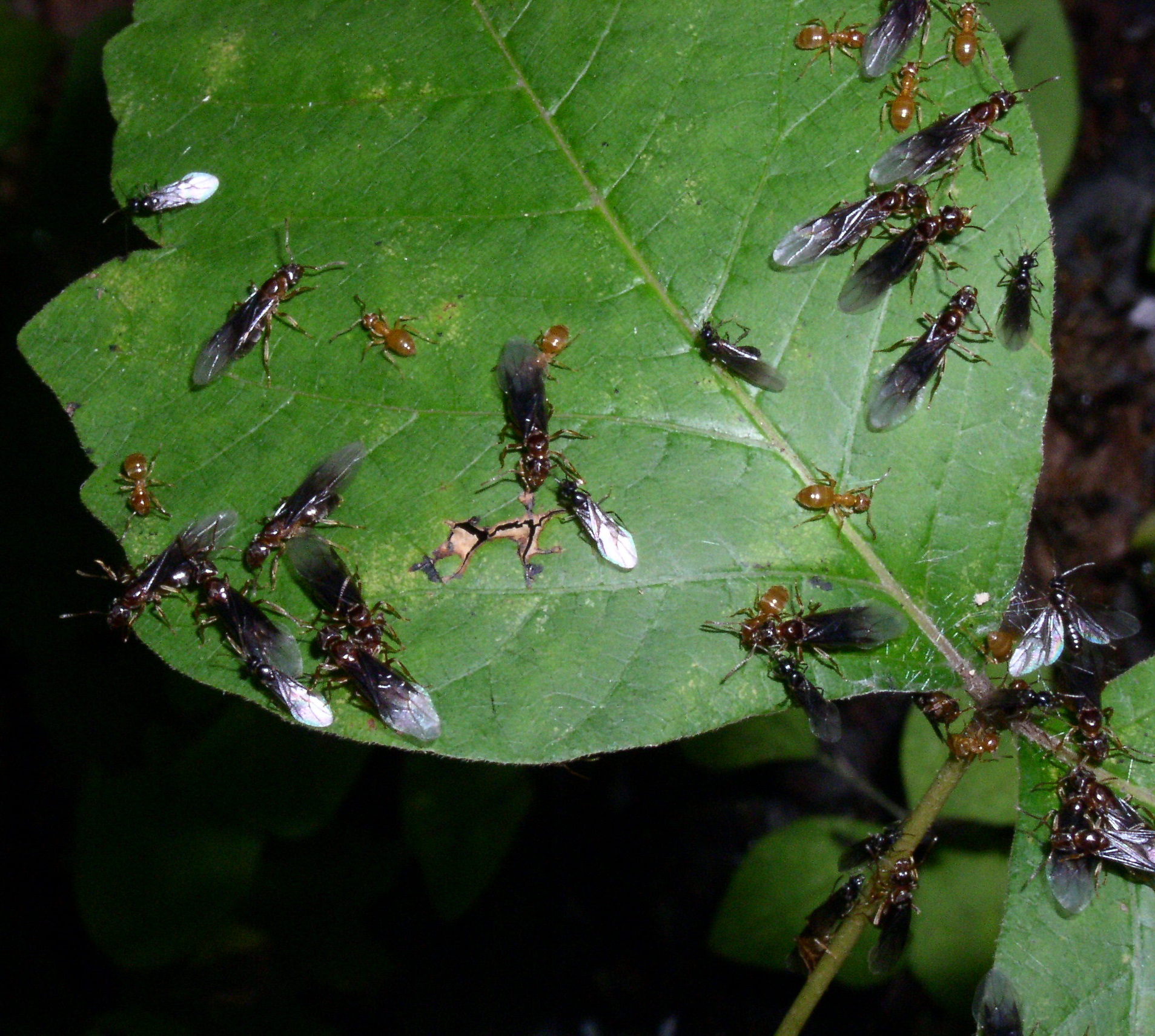
Lasius sp.

Se llama vuelo nupcial o vuelo de fecundación al que realizan ciertos himenópteros (tales como hormigas, varias especies de abejas y algunas avispas) y las termitas. Está mejor estudiado en la abeja doméstica (Apis mellifera), cuyas abejas reinas y zánganos se aparean durante el vuelo en la primavera. La abeja reina adulta virgen pasa aproximadamente cinco días en el interior de la colmena familiarizándose con su casa después de hacer eclosión y atacando a otras reinas vírgenes. A partir de ese momento, la reina virgen saldrá y realizará vuelos de fecundación con zánganos (machos) que se acoplarán en el aire con ella. En estos acoplamientos el zángano transfiere a la reina un paquete de semen que ella almacena dentro de un órgano llamado espermateca. Los vuelos suelen ser varios, tres o más y la abeja reina se acopla con siete o más zánganos.
Una vez fecundada la nueva reina regresa a la colmena donde nació y allí permanece. La reina vieja abandona esta colmena junto con obreras seguidoras que forman un enjambre, quedando una hija en su lugar. El enjambre busca un lugar apropiado para empezar una nueva colonia. La fecundación de la reina por varios zánganos contribuye a asegurar una mayor diversidad genética en la colonia. Cuando se observa una colonia, pueden verse diferentes expresiones genéticas (por ejemplo, obreras de diferentes coloraciones), debido a que, si bien todas son hijas de la misma madre, tienen diferentes padres.

## Variaciones
Algunas especies de himenópteros presentan variaciones de este sístema básico. En el caso de las hormigas la nueva reina no regresa a la colonia donde nació como lo hace la abeja sino que inicia una nueva colonia. En algunas especies de hormigas (hormigas guerreras) solo los machos tienen alas y buscan a las reinas vírgenes en sus colonias. En estas especies no hay hormigueros permanentes y los grupos de obreras siguen a una reina o a la otra, formando colonias que se trasladan a otras partes. En especies como Solenopsis invicta, la reina vuelve al hormiguero original y permanece allí con la reina madre y otras más. Son colonias con reinas múltiples que pueden llegar a alcanzar un extraordinario tamaño.

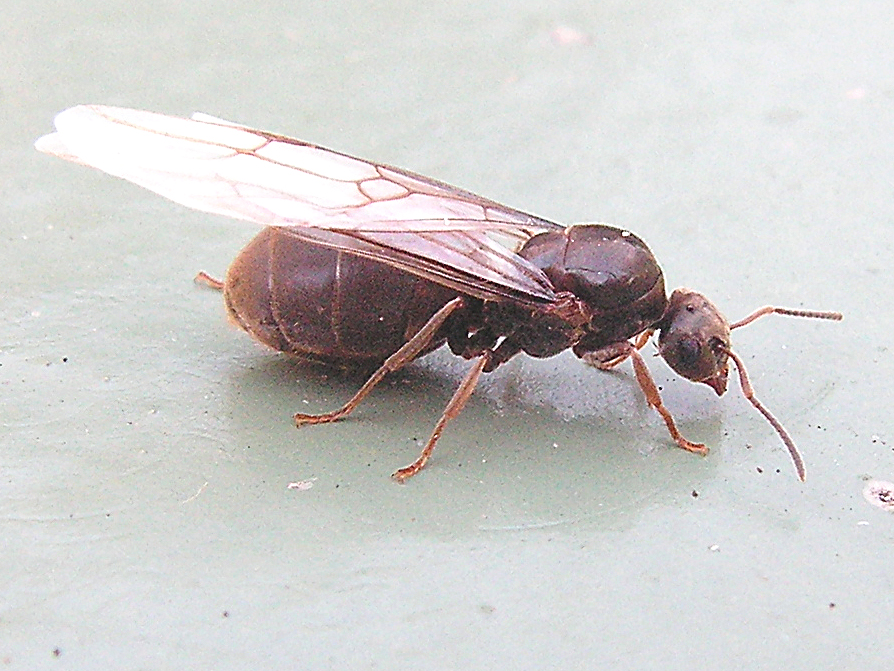
Reina de la hormiga Lasius niger con alas.
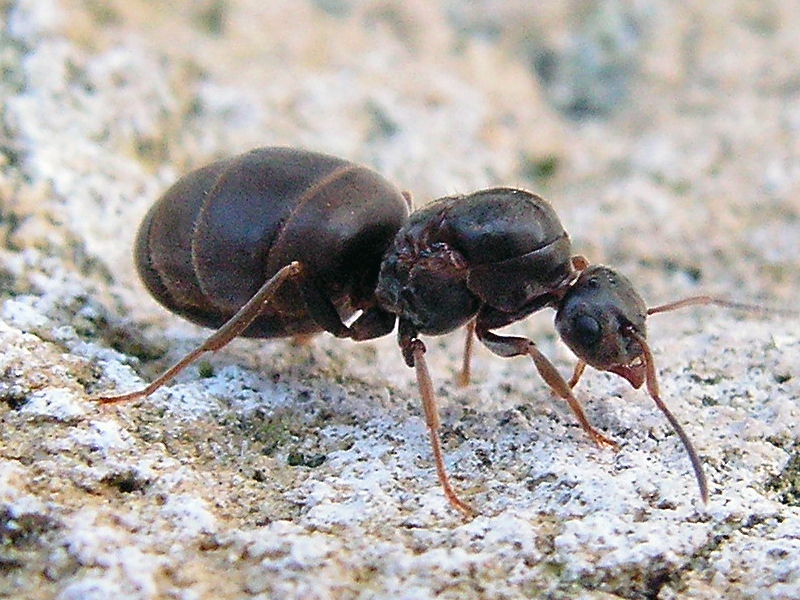
Reina después de haber perdido las alas.